# Les McDowall
Les McDowall (Gunga Pur, 25 ottobre 1912 – Tarporley, 18 agosto 1991) è stato un allenatore di calcio e calciatore scozzese, di ruolo centrocampista.

## Carriera
Ha allenato il Manchester City tra il 1950 e il 1963, e poi l'Oldham Athletic fino al 1965. McDowall è stato l'allenatore più longevo nella storia del Manchester City, con un mandato di 13 anni.
Sebbene sia nato in India, McDowall è stato allevato come scozzese. Una mezz'ala o centrocampista centrale, ha trascorso cinque anni della sua carriera da giocatore del Sunderland principalmente come riserva per Alex Hastings. Il Manchester City ha pagato £ 7.000 per i suoi servizi nel 1937 e da allora fino al 1948 ha giocato 129 volte per la squadra, segnando 8 gol. Fu anche capitano del tempo per un breve periodo. Si trasferì brevemente all'Ippodromo di Wrexham per assumere l'incarico di dirigente prima di essere riportato a Maine Road nel 1950 e insediato come manager.
Il club languiva nel secondo livello del calcio inglese, McDowall si mise al lavoro per costruire una squadra solida e presto vide i frutti del suo lavoro, con il club che tornò in prima divisione la stagione successiva.
Progressi solidi, anche se non spettacolari, furono compiuti all'inizio degli anni Cinquanta, con alcuni risultati notevoli lungo la strada; la più significativa è una manciata di vittorie nel derby contro il Manchester United. McDowall è stato un innovatore, senza dubbio in anticipo sui tempi, ispirato dalla grande squadra ungherese dell'epoca, ha aperto la strada all'uso di terzini e allo schieramento di un attaccante che gioca tra la punta e il centrocampo. Questi rivoluzionari sistemi tattici, più comunemente associati al gioco come lo conosciamo oggi, non furono un successo immediato e il City fece trapelare più di cinque gol in una partita in tre occasioni nella stagione 1955-56.
Don Revie è stato un giocatore chiave nella squadra di McDowall ed è stato con Revie che ha ideato il "Piano Revie", incentrato sull'omonimo del piano che gioca nel ruolo di un attaccante ritirato. Il brainstorming tattico e il ritocco di McDowall, che erano stati generalmente accolti con disprezzo e derisione dalla maggior parte dei fan a Maine Road, alla fine hanno dato i loro frutti e il club è stato premiato con presenze consecutive nelle finali di FA Cup del 1955 (perso 1–3 contro il Newcastle United) e nel 1956, vincendo quest'ultima contro il Birmingham City 3-1.
La metà degli anni '50 furono i punti più alti della carriera di McDowall come manager del Manchester City. Una squadra che invecchiava e risorse limitate hanno visto il club iniziare a declinare e cadere verso i piedi della prima divisione all'inizio degli anni '60, culminando con la retrocessione in seconda divisione nella stagione 1962-1963. Con la retrocessione arrivò la fine del mandato di McDowall al Manchester City. Fino al 25 settembre 2021 risulta essere l’allenatore più vincente della storia del City con 220 vittorie venendo poi superato da Pep Guardiola.
Ha continuato a gestire l'Oldham Athletic dal giugno 1963 fino al marzo 1965 prima di lasciare la gestione.

## Statistiche

### Statistiche da allenatore
| Stagione               | Squadra                | Campionato             | Campionato | Campionato | Campionato | Campionato | Coppe nazionali | Coppe nazionali | Coppe nazionali | Coppe nazionali | Coppe nazionali | Coppe continentali | Coppe continentali | Coppe continentali | Coppe continentali | Coppe continentali | Altre coppe | Altre coppe | Altre coppe | Altre coppe | Altre coppe | Totale | Totale | Totale | Totale | % Vittorie | Piazzamento |
| Stagione               | Squadra                | Comp                   | G          | V          | N          | P          | Comp            | G               | V               | N               | P               | Comp               | G                  | V                  | N                  | P                  | Comp        | G           | V           | N           | P           | G      | V      | N      | P      | %          | Piazzamento |
| ---------------------- | ---------------------- | ---------------------- | ---------- | ---------- | ---------- | ---------- | --------------- | --------------- | --------------- | --------------- | --------------- | ------------------ | ------------------ | ------------------ | ------------------ | ------------------ | ----------- | ----------- | ----------- | ----------- | ----------- | ------ | ------ | ------ | ------ | ---------- | ----------- |
| 1949-1950              | Wrexham                | TD                     | 42         | 10         | 12         | 20         | FACup           | 3               | 1               | 1               | 1               | -                  | -                  | -                  | -                  | -                  | -           | -           | -           | -           | -           | 46     | 11     | 13     | 21     | 23,91      | 20º         |
| 1950-1951              | Manchester City        | SD                     | 42         | 19         | 14         | 9          | FACup           | 1               | 0               | 0               | 1               | -                  | -                  | -                  | -                  | -                  | -           | -           | -           | -           | -           | 43     | 19     | 14     | 10     | 44,19      | 2º (prom.)  |
| 1951-1952              | Manchester City        | FD                     | 42         | 13         | 13         | 16         | FACup           | 2               | 0               | 1               | 1               | -                  | -                  | -                  | -                  | -                  | -           | -           | -           | -           | -           | 44     | 13     | 14     | 17     | 29,55      | 15º         |
| 1952-1953              | Manchester City        | FD                     | 42         | 14         | 7          | 21         | FACup           | 3               | 1               | 1               | 1               | -                  | -                  | -                  | -                  | -                  | -           | -           | -           | -           | -           | 45     | 15     | 8      | 22     | 33,33      | 20º         |
| 1953-1954              | Manchester City        | FD                     | 42         | 14         | 9          | 19         | FACup           | 2               | 1               | 0               | 1               | -                  | -                  | -                  | -                  | -                  | -           | -           | -           | -           | -           | 44     | 15     | 9      | 20     | 34,09      | 17º         |
| 1954-1955              | Manchester City        | FD                     | 42         | 18         | 10         | 14         | FACup           | 6               | 5               | 0               | 1               | -                  | -                  | -                  | -                  | -                  | -           | -           | -           | -           | -           | 48     | 23     | 10     | 15     | 47,92      | 7º          |
| 1955-1956              | Manchester City        | FD                     | 42         | 18         | 10         | 14         | FACup           | 7               | 6               | 1               | 0               | -                  | -                  | -                  | -                  | -                  | -           | -           | -           | -           | -           | 49     | 24     | 11     | 14     | 48,98      | 4º          |
| 1956-1957              | Manchester City        | FD                     | 42         | 13         | 9          | 20         | FACup           | 2               | 0               | 1               | 1               | -                  | -                  | -                  | -                  | -                  | CS          | 1           | 0           | 0           | 1           | 44     | 13     | 10     | 22     | 29,55      | 18º         |
| 1957-1958              | Manchester City        | FD                     | 42         | 22         | 5          | 15         | FACup           | 1               | 0               | 0               | 1               | -                  | -                  | -                  | -                  | -                  | -           | -           | -           | -           | -           | 43     | 22     | 5      | 16     | 51,16      | 5º          |
| 1958-1959              | Manchester City        | FD                     | 42         | 11         | 9          | 22         | FACup           | 2               | 0               | 1               | 1               | -                  | -                  | -                  | -                  | -                  | -           | -           | -           | -           | -           | 44     | 11     | 10     | 23     | 25,00      | 20º         |
| 1959-1960              | Manchester City        | FD                     | 42         | 17         | 3          | 22         | FACup           | 1               | 0               | 0               | 1               | -                  | -                  | -                  | -                  | -                  | -           | -           | -           | -           | -           | 43     | 17     | 3      | 23     | 39,53      | 16º         |
| 1960-1961              | Manchester City        | FD                     | 42         | 13         | 11         | 18         | FACup+CdL       | 3+2             | 1+1             | 1+0             | 1+1             | -                  | -                  | -                  | -                  | -                  | -           | -           | -           | -           | -           | 47     | 15     | 12     | 20     | 31,91      | 13º         |
| 1961-1962              | Manchester City        | FD                     | 42         | 17         | 7          | 18         | FACup+CdL       | 2+1             | 1+0             | 0+0             | 1+1             | -                  | -                  | -                  | -                  | -                  | -           | -           | -           | -           | -           | 45     | 18     | 7      | 20     | 40,00      | 12º         |
| 1962-1963              | Manchester City        | FD                     | 42         | 10         | 11         | 21         | FACup+CdL       | 3+6             | 2+3             | 0+2             | 1+1             | -                  | -                  | -                  | -                  | -                  | -           | -           | -           | -           | -           | 51     | 15     | 13     | 23     | 29,41      | 21º (retr.) |
| Totale Manchester City | Totale Manchester City | Totale Manchester City | 546        | 199        | 118        | 229        |                 | 44              | 21              | 8               | 15              |                    | -                  | -                  | -                  | -                  |             | 1           | 0           | 0           | 1           | 591    | 220    | 126    | 245    | 37,23      |             |
| 1963-1964              | Oldham Athletic        | TD                     | 46         | 20         | 8          | 18         | FACup+CdL       | 3+1             | 2+0             | 0+0             | 1+1             | -                  | -                  | -                  | -                  | -                  | -           | -           | -           | -           | -           | 50     | 22     | 8      | 20     | 44,00      | 9º          |
| 1964-mar. 1965         | Oldham Athletic        | TD                     | 35         | 11         | 7          | 17         | FACup+CdL       | 3+1             | 2+0             | 0+0             | 1+1             | -                  | -                  | -                  | -                  | -                  | -           | -           | -           | -           | -           | 39     | 13     | 7      | 19     | 33,33      | Eson.       |
| Totale Oldham Athletic | Totale Oldham Athletic | Totale Oldham Athletic | 81         | 31         | 15         | 35         |                 | 8               | 4               | 0               | 4               |                    | -                  | -                  | -                  | -                  |             | -           | -           | -           | -           | 89     | 35     | 15     | 39     | 39,33      |             |
| Totale carriera        | Totale carriera        | Totale carriera        | 669        | 240        | 145        | 284        |                 | 55              | 26              | 9               | 20              |                    | -                  | -                  | -                  | -                  |             | 1           | 0           | 0           | 1           | 725    | 266    | 154    | 305    | 36,69      |             |

## Palmarès

### Giocatore

#### Competizioni nazionali
- FA Charity Shield: 1

Manchester City: 1937

### Allenatore

#### Competizioni nazionali
- Coppa d'Inghilterra: 1

Manchester City: 1955-1956